# Kernu (obec)
Obec Kernu (estonsky Kernu vald) je bývalá samosprávná obec náležející do estonského kraje Harjumaa. Byla zrušena při správní reformě v roce 2017 a začleněna do samosprávné obce Saue.

## Obyvatelstvo
Zrušená obec Kernu měla přibližně dva tisíce obyvatel žijících v celkem 17 vesnicích Allika, Haiba, Hingu, Kaasiku, Kabila, Kernu, Kibuna, Kirikla, Kohatu, Kustja, Laitse, Metsanurga, Mõnuste, Muusika, Pohla, Ruila a Vansi. Přibližně pětina obyvatel žije ve vesnici Haiba, která byla správním centrem obce.